# Giovanni Francesco Albani
Giovanni Francesco Albani, né le 26 février 1720 à Rome, alors capitale des États pontificaux et mort le 15 septembre 1803 dans la même ville, est un cardinal italien de la fin du XVIIIe et du début du XIXe siècle.

## Biographie
Giovanni Francesco Albani est membre de l'illustre famille italienne Albani. Il est le fils de Carlo Albani, prince de Soriano. Son grand-oncle est Clément XI (Gianfrancesco Albani). Deux de ses oncles, Annibale Albani et Alessandro Albani, ont été cardinaux et il est lui-même l'oncle du cardinal Giuseppe Albani.
Gian Francesco Albani est  nommé  vicaire  de la basilique Sainte-Marie-Majeure à Rome en 1742. Le pape Benoit XIV le crée cardinal lors du consistoire du 10 avril 1747 et il est nommé évêque de Sabina e Poggio  Mirteto en 1760. Après il est nommé évêque de Porto e Santa Rufina et d'Ostia.
Le cardinal Albani participe aux conclaves de 1758 (élection de Clément XIII), 1769 (élection de Clément XIV), 1774-1775 (élection de Pie VI) et 1799-1800 (élection de Pie VII). Il prit parti contre les Français à leur entrée en Italie, fut en conséquence forcé de quitter Rome, et n'y rentra qu'après l'élévation de Pie VII, à laquelle il eut la plus grande part.
En 1775, il est nommé cardinal-évêque d'Ostie et devient ainsi doyen du Collège des cardinaux primus inter pares. Il fut le doyen sur la plus longue période (pendant 28 ans).
Il meurt le 15 septembre 1803 après un cardinalat de 56 ans et 158 jours, d'avril 1747 à septembre 1803, le troisième de l'histoire après ceux d'Henri Benoît Stuart (60 ans et 10 jours de 1747 à 1807) et Alessandro Albani (58 ans et 148 jours de 1721 à 1779).

## Succession apostolique
Giovanni Francesco Albani a ordonné les évêques suivants :
- Évêque Joseph-Crispin des Achards de La Baume (1761)
- Évêque Stefano dell'Oglio (1762)
- Archevêque Antonio D'Afflitto, C.R. (1764)
- Évêque Giovanni Battista Bruni, Sch.P. (1765)
- Archevêque Giulio Pignatelli, O.S.B. (1767)
- Archevêque Ignazio Andrea Sambiase, C.R. (1767)
- Archevêque Alberto Maria Capobianco (it), O.P. (1767)
- Patriarche Francesco Antonio Marcucci (1770)
- Évêque Antonio Leli (1771)
- Cardinal Carlo Rezzonico (1773)
- Pape Pie VI (1775)
- Évêque Gennaro Antonucci (1775)
- Évêque Giuseppe de Rosa (1775)
- Évêque Sebastiano de Rosa (1775)
- Cardinal Andrea Gioannetti, O.S.B. (1776)
- Archevêque Luigi Maria Pirelli, C.R. (1777)
- Archevêque Giovanni Battista Rivellini (it) (1778)
- Évêque Filippo Antonio Buffa, O.F.M.Conv. (1780)
- Cardinal Leonardo Antonelli (1794)
- Archevêque Antonio Maria Odescalchi (1795)
- Évêque Michele Argelati, O.S.M. (1795)
- Cardinal Bonaventura Gazola, O.F.M.Ref. (1795)
- Évêque Francesco Maria Paolucci Mancinelli (1801)